# Andreas Leiter Reber
Andreas Leiter Reber (* 11. April 1982 in Meran) ist ein Südtiroler Politiker.

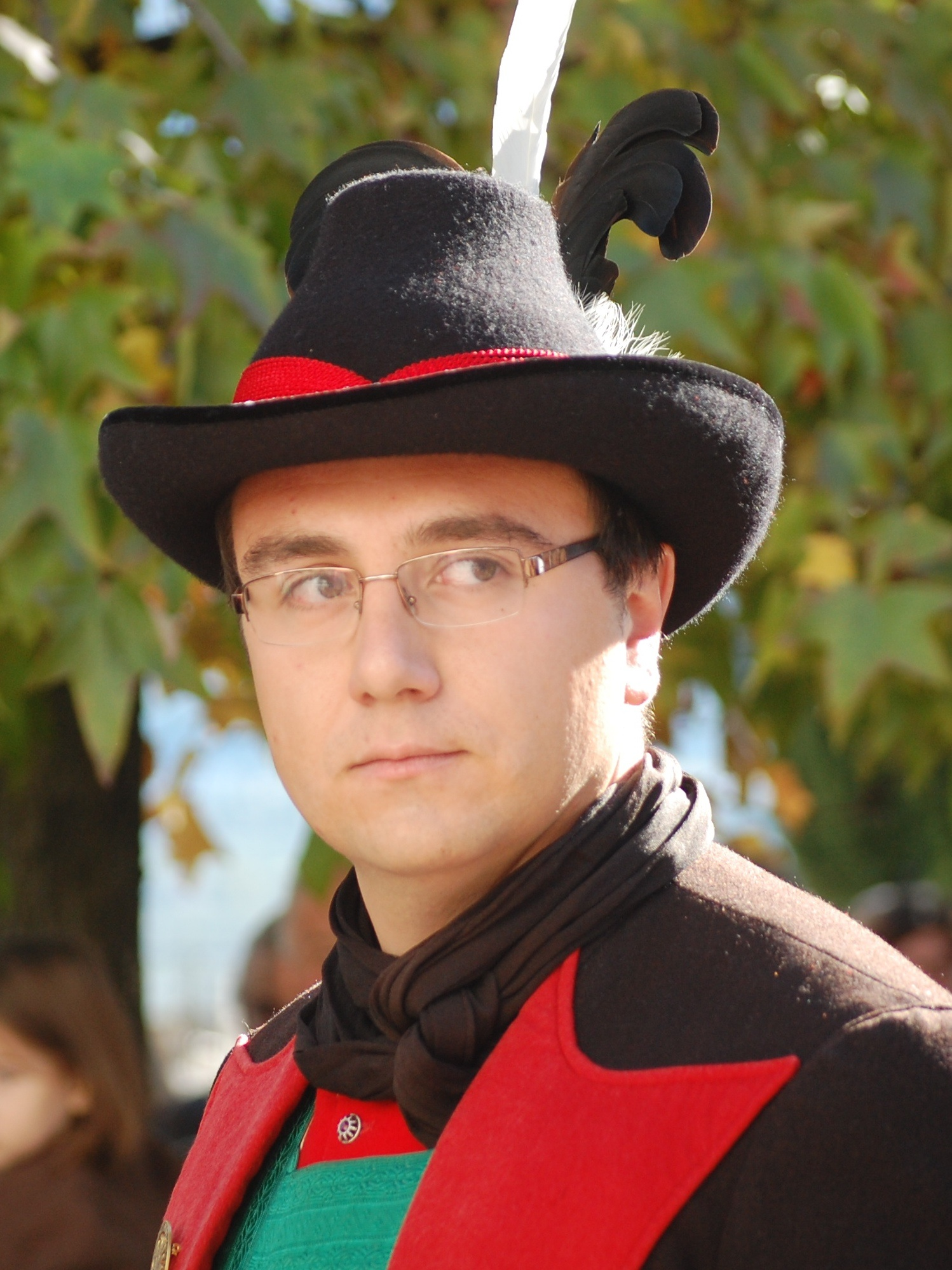
Andreas Leiter Reber (2012)

## Biographie
Leiter Reber wuchs in Marling im Burggrafenamt auf. 2004 übernahm er die Bewirtschaftung des elterlichen Reberhofs. Daneben engagierte sich Leiter Reber in zahlreichen Vereinen und Verbänden, darunter in der Bauernjugend, im Schützenbund und in der Volkspartei. 2010 kandidierte er für die Freiheitlichen erfolgreich für den Marlinger Gemeinderat, dem er bis 2015 angehörte; 2017 wurde er zum Parteiobmann der Freiheitlichen gewählt. Bei den Landtagswahlen 2018 konnte Leiter Reber mit 5021 Vorzugsstimmen ein Mandat für den Südtiroler Landtag und damit gleichzeitig den Regionalrat Trentino-Südtirol erringen. Bei den Landtagswahlen 2023 gelang ihm mit 5320 Vorzugsstimmen die Wiederwahl. Am 19. Februar 2024 verkündete er seinen Austritt aus der Partei und das Verlassen der Regierungskoalition, um in der Folge im Landtag die Freie Fraktion zu gründen.